# 모라 (뮤직 스토어)
모라(일본어: モーラ, mora)는 소니 뮤직 엔터테인먼트(SMEJ)의 일부인 소니 뮤직 솔루션스에서 운영하는 일본 시장을 위한 온라인 음악 및 비디오 스토어이다. 이 서비스는 소니의 뮤직 센터 포 PC(Music Center for PC) 소프트웨어의 일본어 버전과 소닉스테이지(SonicStage)와 같은 이전 소프트웨어에도 통합되어 있다. 현재는 워크맨 장치의 공식 스토어이다.

## 역사
소니가 NW-MS7 메모리 스틱 호환 디지털 워크맨 플레이어를 출시했을 때, 소니 뮤직 엔터테인먼트는 1999년 12월 bitmusic이라는 스토어를 통해 디지털 음악을 제공하기 시작했다. Bitmusic은 2007년 7월 모라로 통합되었다.
2000년, 소니 뮤직 엔터테인먼트, 에이벡스 그룹, 유니버설 뮤직을 포함한 17개 일본 음반사의 합작 회사인 Label Gate Co., Ltd.가 설립되어 bitmusic 스토어를 운영하게 되었다.
모라 스토어는 2004년 4월 1일에 출시되었다. 이 시점에서 Label Gate는 18개 회사가 자금을 지원했고 29개의 음반사가 참여했다. 원래 모라에서 구매한 음악은 소니의 독점 ATRAC3 형식에 OpenMG DRM이 적용되었다. 모라 윈(mora win, モーラ ウィン)이라는 파트너 스토어도 운영되었는데, WMA 코덱과 윈도우 미디어 DRM 암호화를 사용했으며, 마이크로소프트의 윈도우 미디어 플레이어 11 일본어 버전에 일본의 "추천 스토어"로 통합되었다.
2012년 10월 1일, 모라는 AAC 형식으로 DRM 프리 스토어로 재편되었다. 모라 윈 서비스도 재편 과정에서 폐지되었으며, DRM 프리 스토어는 윈도우 8의 Media Go 서비스에 통합되었다. 1년 후인 2013년 10월 17일, 모라는 24비트/96kHz FLAC 파일로 노래 및 앨범을 제공하기 시작했다.
Label Gate는 2021년 소니 뮤직 솔루션스로 합병되었다.

## 같이 보기
- 소니 커넥트
- LISMO